# ISS-Expeditie 70
ISS-Expeditie 70 is de zeventigste missie naar het Internationaal ruimtestation ISS. De missie begon op 27 september 2023 met het vertrek van de Sojoez MS-23 van het ISS terug naar de Aarde en eindigde op 6 april 2024 met het vertrek van Sojoez MS-24. ESA-astronaut Andreas Mogensen nam het bevelhebberschap over van de Russische kosmonaut Sergej Prokopjev.

## Bemanning
| Sojoez MS-24  | Oleg Kononenko, Roskosmos 5e ruimtevlucht       | Flight Engineer | Flight Engineer | Commandant      | Commandant      |
| Sojoez MS-24  | Nikolaj Tsjoeb, Roskosmos 1e ruimtevlucht       | Flight Engineer | Flight Engineer | Flight Engineer | Flight Engineer |
| Sojoez MS-24  | Loral O'Hara, NASA 1e ruimtevlucht              | Flight Engineer | Flight Engineer | Flight Engineer | -               |
| SpaceX Crew-7 | Jasmin Moghbeli, NASA 1e ruimtevlucht           | Flight Engineer | Flight Engineer | -               | -               |
| SpaceX Crew-7 | Andreas Mogensen, ESA 2e ruimtevlucht           | Commandant      | Commandant      | -               | -               |
| SpaceX Crew-7 | Satoshi Furukawa, JAXA 2e ruimtevlucht          | Flight Engineer | Flight Engineer | -               | -               |
| SpaceX Crew-7 | Konstantin Borisov, Roskosmos 1e ruimtevlucht   | Flight Engineer | Flight Engineer | -               | -               |
| SpaceX Crew-8 | Matthew Dominick, NASA 1e ruimtevlucht          | -               | Flight Engineer | Flight Engineer | Flight Engineer |
| SpaceX Crew-8 | Michael Barratt, NASA 3e ruimtevlucht           | -               | Flight Engineer | Flight Engineer | Flight Engineer |
| SpaceX Crew-8 | Jeanette Epps, NASA 1e ruimtevlucht             | -               | Flight Engineer | Flight Engineer | Flight Engineer |
| SpaceX Crew-8 | Aleksandr Grebjonkin, Roskosmos 1e ruimtevlucht | -               | Flight Engineer | Flight Engineer | Flight Engineer |
| Sojoez MS-25  | Tracy Caldwell Dyson, NASA 3e ruimtevlucht      | -               | -               | -               | Flight Engineer |